# Partecipanti alla Dwars door het Hageland 2023
Elenco dei partecipanti alla Dwars door het Hageland 2023.
La Dwars door het Hageland 2023 è stata la diciottesima edizione della corsa. Alla competizione presero parte quindici squadre: cinque con licenza UCI World Tour 2023, sei UCI ProTeam e quattro UCI Continental Team.
Partenza con 103 ciclisti accreditati.

## Corridori per squadra
Nota: R ritirato, NP non partito, FT fuori tempo, SQ squalificato
| Alpecin-Deceuninck          | Alpecin-Deceuninck          | Alpecin-Deceuninck          | Intermarché-Circus-Wanty | Intermarché-Circus-Wanty | Intermarché-Circus-Wanty | Soudal Quick-Step          | Soudal Quick-Step          | Soudal Quick-Step          |
| --------------------------- | --------------------------- | --------------------------- | ------------------------ | ------------------------ | ------------------------ | -------------------------- | -------------------------- | -------------------------- |
| N°                          | Ciclista                    | Clas.                       | N°                       | Ciclista                 | Clas.                    | N°                         | Ciclista                   | Clas.                      |
| 1                           | Mathieu van der Poel        | 13°                         | 11                       | Sven Erik Bystrøm        | R                        | 21                         | Yves Lampaert              | 4°                         |
| 2                           | Dries De Bondt              | R                           | 12                       | Aimé De Gendt            | R                        | 22                         | Casper Pedersen            | 17°                        |
| 3                           | Maurice Ballerstedt         | R                           | 13                       | Arne Marit               | R                        | 23                         | Jannik Steimle             | R                          |
| 4                           | Timo Kielich                | 22°                         | 14                       | Baptiste Planckaert      | R                        | 24                         | Tim Declercq               | 18°                        |
| 5                           | Axel Laurance               | R                           | 15                       | Laurenz Rex              | R                        | 25                         | Stan Van Tricht            | 2°                         |
| 6                           | Gianni Vermeersch           | 26°                         | 16                       | Laurens Huys             | 16°                      | 26                         | Michael Mørkøv             | R                          |
|                             |                             |                             | 17                       | Loïc Vliegen             | 6°                       | 27                         | Louis Vervaeke             | R                          |
| Cofidis                     | Cofidis                     | Cofidis                     | Lotto Dstny              | Lotto Dstny              | Lotto Dstny              | Team Arkéa-Samsic          | Team Arkéa-Samsic          | Team Arkéa-Samsic          |
| N°                          | Ciclista                    | Clas.                       | N°                       | Ciclista                 | Clas.                    | N°                         | Ciclista                   | Clas.                      |
| 31                          | André Carvalho              | 23°                         | 41                       | Frederik Frison          | 14°                      | 51                         | Jenthe Biermans            | 8°                         |
| 32                          | Davide Cimolai              | R                           | 42                       | Sébastien Grignard       | R                        | 52                         | David Dekker               | R                          |
| 33                          | Alexandre Delettre          | R                           | 43                       | Jarne Van de Paar        | R                        | 53                         | Hugo Hofstetter            | 15°                        |
| 34                          | Simone Consonni             | 21°                         | 44                       | Arjen Livyns             | R                        | 54                         | Thibault Guernalec         | R                          |
| 35                          | Wesley Kreder               | R                           | 45                       | Mathijs Paasschens       | 20°                      | 55                         | Laurent Pichon             | R                          |
| 37                          | Jelle Wallays               | R                           | 46                       | Liam Slock               | R                        | 56                         | Alan Riou                  | R                          |
|                             |                             |                             | 47                       | Florian Vermeersch       | 3°                       | 57                         | Clément Russo              | R                          |
| Bolton Equities Black Spoke | Bolton Equities Black Spoke | Bolton Equities Black Spoke | Israel-Premier Tech      | Israel-Premier Tech      | Israel-Premier Tech      | Team Flanders-Baloise      | Team Flanders-Baloise      | Team Flanders-Baloise      |
| N°                          | Ciclista                    | Clas.                       | N°                       | Ciclista                 | Clas.                    | N°                         | Ciclista                   | Clas.                      |
| 61                          | Josh Burnett                | R                           | 71                       | Sep Vanmarcke            | R                        | 81                         | Ruben Apers                | R                          |
| 62                          | Ryan Christensen            | R                           | 72                       | Omer Goldstein           | R                        | 82                         | Vito Braet                 | R                          |
| 63                          | James Fouché                | R                           | 73                       | Giacomo Nizzolo          | R                        | 83                         | Alex Colman                | 24°                        |
| 64                          | Thomas Sexton               | R                           | 74                       | Itamar Einhorn           | R                        | 84                         | Sander De Pestel           | 11°                        |
| 65                          | Jacob Scott                 | 27°                         | 75                       | Tom Van Asbroeck         | 9°                       | 85                         | Lindsay De Vylder          | R                          |
| 66                          | Ollie Jones                 | R                           | 76                       | Simon Clarke             | 5°                       | 86                         | Vincent Van Hemelen        | R                          |
| 67                          | Paul Wright                 | R                           | 77                       | Oded Kogut               | R                        | 87                         | Ward Vanhoof               | R                          |
| Team Novo Nordisk           | Team Novo Nordisk           | Team Novo Nordisk           | Uno-X Pro Cycling Team   | Uno-X Pro Cycling Team   | Uno-X Pro Cycling Team   | Baloise Trek Lions         | Baloise Trek Lions         | Baloise Trek Lions         |
| N°                          | Ciclista                    | Clas.                       | N°                       | Ciclista                 | Clas.                    | N°                         | Ciclista                   | Clas.                      |
| 91                          | Hamish Beadle               | R                           | 101                      | Alexander Kristoff       | 19°                      | 111                        | Olivier Godfroid           | R                          |
| 92                          | Declan Irvine               | R                           | 102                      | Louis Bendixen           | R                        | 112                        | David Haverdings           | R                          |
| 93                          | Matyáš Kopecký              | 10°                         | 103                      | William Blume Levy       | R                        | 113                        | Ward Huybs                 | R                          |
| 94                          | Péter Kusztor               | R                           | 104                      | Jonas Abrahamsen         | R                        | 114                        | Dietmar Ledegen            | R                          |
| 95                          | Andrea Peron                | R                           | 105                      | Erik Resell              | 12°                      | 115                        | Daan Mariën                | R                          |
| 96                          | Umberto Poli                | R                           | 106                      | Rasmus Tiller            | 1°                       | 116                        | Joris Nieuwenhuis          | R                          |
| 97                          | Filippo Ridolfo             | R                           | 107                      | Søren Wærenskjold        | 7°                       | 117                        | Pim Ronhaar                | 25°                        |
| Abloc CT                    | Abloc CT                    | Abloc CT                    | Tarteletto-Isorex        | Tarteletto-Isorex        | Tarteletto-Isorex        | VolkerWessels Cycling Team | VolkerWessels Cycling Team | VolkerWessels Cycling Team |
| N°                          | Ciclista                    | Clas.                       | N°                       | Ciclista                 | Clas.                    | N°                         | Ciclista                   | Clas.                      |
| 121                         | Stijn Appel                 | R                           | 131                      | Timothy Dupont           | R                        | 141                        | Rindert Buiter             | R                          |
| 122                         | Nils Sinschek               | R                           | 132                      | Jonas Geens              | R                        | 142                        | Zak Coleman                | R                          |
| 123                         | Otto van Zanden             | R                           | 133                      | Brent Van De Kerkhove    | R                        | 143                        | Jasper Haest               | R                          |
| 124                         | Luuk Herben                 | R                           | 134                      | Andreas Goeman           | R                        | 144                        | Jente Klaver               | R                          |
| 125                         | Callum Macleod              | 28°                         | 135                      | Thomas Joseph            | R                        | 145                        | D. van Sintmaartensdijk    | R                          |
| 126                         | Frank van den Broek         | R                           | 136                      | Jacob Relaes             | R                        | 146                        | Peter Schulting            | R                          |
| 127                         | Meindert Weulink            | R                           | 137                      | Mauro Verwilt            | R                        | 147                        | Thimo Willems              | R                          |